# Liste der Naturdenkmale in Hüttenberg (Hessen)
Die Liste der Naturdenkmale in Hüttenberg nennt die auf dem Gebiet der Gemeinde Hüttenberg (Hessen) gelegenen Naturdenkmale. Sie sind nach dem Hessischen Gesetz über Naturschutz und Landschaftspflege (Hessisches Naturschutzgesetz – HAGBNatSchG) § 12 geschützt und bei der unteren Naturschutzbehörde des Lahn-Dill-Kreises (Abteil Umwelt, Natur und Wasser) eingetragen.
| Bild            | Bezeichnung                                                 | Ortsteil, Lage                                   | Beschreibung                                 | Art | Nr. |
| --------------- | ----------------------------------------------------------- | ------------------------------------------------ | -------------------------------------------- | --- | --- |
| Fotos hochladen | Eiche                                                       | Reiskirchen 50° 30′ 48,1″ N, 8° 30′ 31,9″ O      | Eine Eiche                                   |     | 38  |
| Fotos hochladen | Feuchtbiotop und Steinbruch „Der Ziegenberg“ Volpertshausen | Volpertshausen 50° 29′ 57,4″ N, 8° 32′ 25,8″ O   | Feuchtbiotop und Steinbruch „Der Ziegenberg“ |     | 162 |
| BW              | Linde an der Pfingstweide Klein-Rechtenbach                 | Klein-Rechtenbach 50° 30′ 14,7″ N, 8° 34′ 5,4″ O | Linde an der Pfingstweide                    |     | 160 |